# Distrito de Karasún

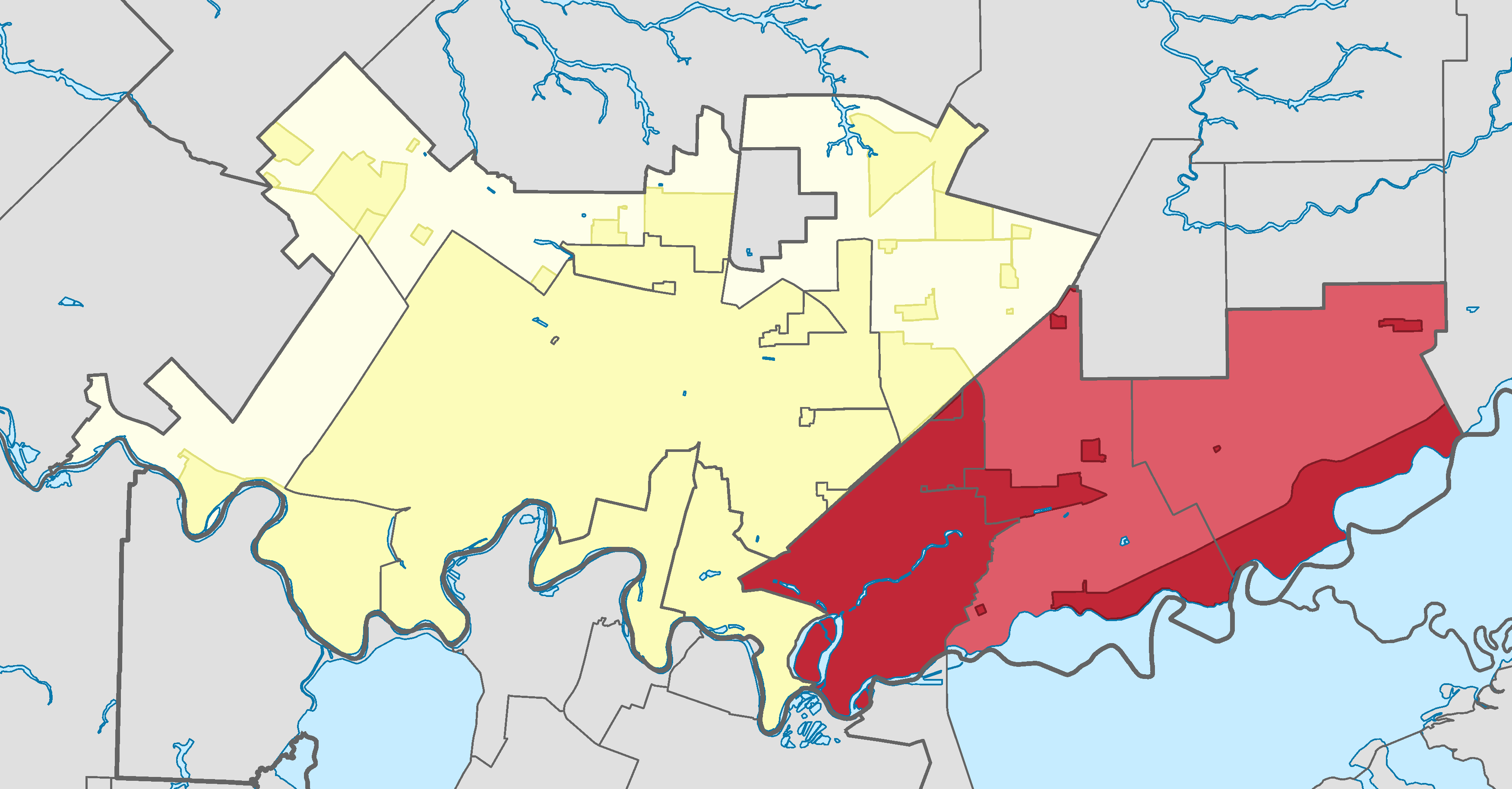
Ciudad de Krasnodar (Rusia) Distrito de Karasunski.

El distrito de Karasún o distrito Karasunski (del ruso: Карасунский внутригородской округ) es uno de los cuatro distritos (ókrug) en los que se divide la unidad municipal de la ciudad de Krasnodar del krai de Krasnodar, en Rusia. Tiene una superficie de 152 km² y 254.495 habitantes en 2015.
El distrito ocupa la zona oriental de la ciudad de Krasnodar y el territorio de los antiguos municipios Pashkovski y Starokorsunski. Limita con los distritos Tsentralni y Prikubanski, con el raión de Dinskaya y con el raión de Tajtamukái de la república de Adigueya a través del río Kubán, cuyo curso bordea el distrito por el sur, que lo separa de Prikubanski y Tliustenjabl. Forma su límite suroeste un brazo muerto del río Kubán, conocido como Karasúnskoye ózero, que da nombre al distrito.
Las principales calles del distrito son Stávopolskaya, Urálskaya, Novorosískaya, Selezneva, Sormovskaya, Tramvainaya y Mahugui V. N., entre otras.

## Historia
El distrito se formó el 10 de abril de 1973 con el nombre de Sovetski y ocupando la mayor parte del territorio del distrito actual. Se incluyó en el mismo el asentamiento de tipo urbano Páshkovski. En marzo de 1994 fue rebautizado como ókrug administrativo de Karasún y en 2004 con su denominación actual.

## División administrativa
Al distrito pertenecen las siguientes entidades pertenecientes a la ciudad de Krasnodar:
- Mikroraión Gidrostrotelei, al suroeste del distrito, junto a un brazo muerto del río Kubán.
- Mikroraión Komsomolski, al este del distrito, al norte del Karasúnskoye ozero y Páshkovski.
- Mikroraión Páshkovski.

Y dos distritos rurales:
- Páshkovski
  - Posiólok Zelenopolski
  - Pósiólok Známenski
  - Posiólok Loris
  - Posiólok Otdeleniya N 4 sovjoza Pashkovski
  - Posiólok Prígorodni
  - Jútor Lénina
- Starokórsunski
  - Stanitsa Starokórsunskaya
  - Posiólok Dorozhni
  - Posiólok Raziezd

## Demografía
| Año  | Población |
| ---- | --------- |
| 2002 | 173 025   |
| 2009 | 213 333   |
| 2010 | 243 886   |
| 2012 | 162 059   |
| 2013 | 216 265   |
| 2014 | 252 219.  |
| 2015 | 254 945   |

## Transporte
El distrito cuenta con el servicio de los tranvías y trolebuses de la ciudad. El Aeropuerto Internacional de Krasnodar (Páshkovski) se halla en el distrito.